# César pro nejlepší filmový plakát
César pro nejlepší filmový plakát (César de la meilleure affiche) byla jedna z kategorií francouzské filmové ceny César, která se udělovala v letech 1986–1990.

## Vítězové a nominovaní
- 1986: Michel Landi — Le Thé au harem d'Archimède
  - Benjamin Baltimore — Péril en la demeure
  - Benjamin Baltimore — Ran
  - Bernard Bernard — Podzemka (Subway)
  - Zorane Jovanovic — Smaragdový prales (The Emerald Forest)

- 1987: Christian Blondel — Betty Blue (37° 2 le matin)
  - André François — Max, má láska (Max mon amour)
  - Michel Jouin — Jean od Floretty  (Jean de Florette)
  - Michel Jouin — Manon od pramene (Manon des sources)
  - Claude Millet a Denise Millet — Nenávidím herce (Je hais les acteurs)
  - Gilbert Raffin — Thérèse

- 1988: Sadi Nouri a  Stéphane Bielikoff — Tandem
  - Benjamin Baltimore a  Luc Roux — Pod sluncem Satanovým (Sous le soleil de Satan)
  - Philippe Lemoine — Poslední císař  (The Last Emperor)
  - Philippe Lemoine — Un homme amoureux

- 1989: Annie Miller, Luc Roux a  Stéphane Bielikoff — Malá zlodějka (La Petite Voleuse)
  - Benjamin Baltimore — Předčitatelka (La Lectrice)
  - Anabi Leclerc, Daniel Palestrani a Jean Grimal — Les Saisons du plaisir
  - Malinovski — Magická hlubina (Le Grand bleu)
  - Denise Millet, Claude Millet a Christian Blondel — Medvědi (L'Ours)

- 1990: Jouineau, Bourdugue a Gilles Jouin — Bio Ráj (Nuovo cinema Paradiso)
  - Dominique Bouchard — Sňatek bez domova (Noce blanche)
  - Anahi Leclerc — Pan Hire (Monsieur Hire)
  - Laurent Lufroy a  Laurent Pétin — Valmont
  - Sylvain Mathieu — Příliš krásná  (Trop belle pour toi)